# Texananus lathropi
Texananus lathropi är en insektsart som beskrevs av Baker 1925. Texananus lathropi ingår i släktet Texananus och familjen dvärgstritar. Inga underarter finns listade i Catalogue of Life.